# Croyland Chronicle
Croyland Chronicle, også omtalt som Crowland Chronicle, er en vigtig primærkilde til Englands middelalderhistorie, særligt i slutningen af 1400-tallet. Den har navn efter, hvor den blev skrevet; benedektinerklostret Abbey of Croyland eller Crowland i Lincolnshire, England.
Den har også været kendt som Chronicle of Ingulf ellr Ingulphus efter den abbeden Ingulf, som man mente havde sammensat krøniken i 1000-tallet. Den sektion blev afsløret som en forfalskning, og forfatteren er herefter blevet kendt som Pseudo-Ingulf.
Der er blevet stillet spørgsmålstegn ved kildens validitet, delvist fordi man ikke kender den oprindelige forfatter, og fordi der er huller i kontinuiteten. Der er desuden ikke udført særligt meget arbejde for at finde og oversætte det oprindelig emanuskript.
Ifølge Alison Weir skriver, at beskrivelser før 1117 er "falske", mens de tre perioder 1144–1469, 1459–1486 og 1485–1486, der er skrevet af en anonym forfatter, er ægte.